# Los síndicos de los pañeros
Los síndicos de los pañeros (en neerlandés, De Staalmeesters) es un cuadro del pintor neerlandés Rembrandt. Fue ejecutado en 1662. Se trata de una pintura al óleo sobre lienzo, que mide 191,5 centímetros de alto y 279 cm de ancho. Se conserva en el Rijksmuseum de Ámsterdam (Países Bajos).

## Descripción de la obra
La obra está firmada y datada: REMBRANDT F. 1661 (sobre el tapete que recubre la mesa en lo alto a la derecha).
Se retrata a cinco Staalmeesters, miembros de una comisión la guilda o cofradía de los pañeros de Ámsterdam. Posiblemente sea la «Waardijns van de Lakenen», esto es, la que controlaba la calidad del paño. Era un cargo por el que no cobraban, y eran nombrados por el periodo de un año. Se reunían tres veces a la semana. Estos síndicos desempeñaron sus cargos desde el Viernes Santo de 1661 hasta el Viernes Santo de 1662. El libro sobre la mesa probablemente se refiera a la contabilidad de la cofradía.
No son los regentes de la cofradía, sino síndicos de la misma, y pertenecen a distintas confesiones, entre ellos dos católicos. Sus nombres son: Jacob van Loon, Volckert Jansz., Willem van Doeyenburg (el presidente, en el centro), Aernout van de Meye y Jochem de Neve. Detrás de ellos está un servidor, sin sombrero, Frans Hendricksz. Bel, encargado del mantenimiento del edificio que hospedaba a la cofradía.
Están sentados en torno a una mesa cubierta por un paño rojo. Detrás de ellos, sobre la pared, hay un óleo en el que se representa el tema del faro, símbolo del buen ejemplo y del camino a seguir.
Puede compararse este cuadro con los de Las regentes y los regentes del asilo de ancianos de Haarlem, de Frans Hals, que data de una década más tarde, para comprobar la evolución de este tipo de retrato de grupo del barroco holandés: los aspectos dramáticos y escénicos han quedado reducidos al mínimo, concentrándose la atención en los individuos que forman el grupo, que son retratados con falta de vitalidad y creándose una distancia entre el grupo y el espectador.
Rembrandt eligió para esta obra una perspectiva con un punto de vista bajo, de manera que se mira directamente a la parte baja de la mesa, sin que sea claramente visible el libro que están manejando. Se coloca a los cinco personajes aproximadamente formando una fila: cinco volúmenes oscuros, con cuellos blancos, representados frontalmente y mirando seriamente, conscientes de la importancia de su función.